# Especiació
L'especiació és el procés físic i químic, pel qual s'originen noves espècies biològiques. Una espècie no apareix per una mutació que condueix a l'aparició d'un individu d'un tipus diferent. Les espècies s'individualitzen a partir de poblacions que pertanyen a una espècie d'origen (excepte en el cas de certs vegetals). L'especiació resulta de la selecció natural i/o de la deriva genètica, que són els motors de l'evolució. El concepte d'especiació ha estat essencialment desenvolupat per Ernst Mayr.
Existeixen tres formes d'especiació natural basant-se en la premissa que l'especiació es produeix per la isolació geogràfica de les poblacions: especiació al·lopàtrica, peripàtrica, i simpàtrica. També es pot induir l'especiació artificialment.

## Especiació natural
Totes les formes d'especiació natural s'han produït en el curs de l'evolució, i encara és un tema de debat la relativa importància de cada mecanisme en la formació de la biodiversitat.
Hi ha diferents opinions sobre el ritme de successos d'especiació que ocorren en el temps geològic. Alguns biòlegs evolutius mantenen que l'especiació s'ha mantingut relativament constant al llarg del temps, mentre que alguns paleontòlegs com Niles Eldredge i Stephen Jay Gould apunten que les espècies es mantenen sense canvis durant llargs períodes, i que l'especiació succeeix només en intervals relativament curts de temps, opinió coneguda com a «equilibri puntuat».
L'etapa clau del procés d'especiació és quan sorgeix una barrera que impedeix la continuació del flux gènic entre dues poblacions que fins aleshores havien format part d'una mateixa espècie.

### Especiació al·lopàtrica

Comparació d'especiació al·lopàtrica, peripàtrica, parapàtrica i especiació simpàtrica.

També anomenada especiació geogràfica, és l'especiació gradual que es produeix quan una espècie ocupa una gran àrea geogràfica que no permet que els individus que estiguin molt allunyats puguin creuar-se, a causa de barreres geogràfiques com mars, muntanyes o deserts. La separació espacial de dues poblacions d'una espècie durant un llarg període dona lloc a l'aparició de novetats evolutives en una o en les dues poblacions degut al fet que el medi ambient és diferent en les diferents zones geogràfiques; cessa el flux gènic entre poblacions.
Existeixen dos grans patrons d'especiació al·lopàtrica proposats per Ernst Mayr: l'especiació vicariant i la peripàtrica.
- Especiació vicariant: es produeix quan dues poblacions diferents se separen mitjançant barreres originades per canvis geològics o climàtics impenetrables. Això provoca la fragmentació de l'hàbitat i s'impedeix el flux gènic i es produeix una 'acumulació de diferències tant genètiques com morfològiques. També es pot produir la separació de la població per l'extinció de poblacions intermèdies.
- Especiació peripàtrica: implica la separació d'una població menor d'una altra més gran, per exemple, quan es colonitza un nou hàbitat. Amb el temps es produeix una divergència genètica i/o morfològica que derivarà en una altra espècie. Aquests individus que migren a un lloc diferent i distant on no existeixen altres membres de la seva espècie i estableixen una nova es coneix com l'efecte fundador.

Observacions
Existeix la tendència en petites i aïllades poblacions que es produeixin trets característics poc freqüents, s'ha observat en moltes circumstàncies, incloent-hi el nanisme insular i els canvis radicals en cadenes d'illes, com els arxipèlags de Komodo i les Galápagos, aquestes últimes han vist néixer la teoria de l'evolució amb les observacions de Charles Darwin. Un dels exemples més famosos d'especiació al·lopàtica és el pinsà de Darwin, de les illes Galápagos.

### Especiació parapàtrica

Especiació per poliploidia

S'entén per especiació parapàtrica l'evolució de l'aïllament reproductiu en poblacions distribuïdes contínuament en l'espai, però entre les quals l'intercanvi o flux gènic és modest, el que origina divergència i un posterior aïllament reproductiu. És típica d'organismes immòbils que ocupen àrees geogràfiques molt àmplies. La manca de mobilitat impedeix que els organismes dels extrems de l'àrea es puguin creuar, establint-se una barrera reproductiva.

### Especiació simpàtrica
Aquest tipus d'especiació es dona entre espècies estretament relacionades que conviuen en una mateixa àrea de distribució i que s'especialitzen a ocupar diferents nínxols dins el mateix entorn en què viuen. En aquests casos la selecció natural juga un rol crucial en la divergència de les poblacions. Aquest fenomen presenta encara controvèrsia tot i estar ben documentat en alguns casos, per exemple en els peixos d'aigua dolça de la família dels cíclids.
Els mecanismes de l'especiació simpàtrica poden ser:
- Especiació per autopoliploïdia És l'especiació espontània en la qual intervé una sola espècie que sofreix una alteració de la meiosi, amb un augment dels cromosomes poliploïdia. Solament són viables els múltiples de dos en el nombre de cromosomes (4n, 6n, 8n) i és molt freqüent en els vegetals amb l'aparició d'espècies de gran grandària.

- Especiació per al·lopoliploïdia: és l'altra especiació espontània en la qual intervenen dues espècies semblants amb el mateix nombre de cromosomes donant lloc a una descendència estèril perquè els cromosomes no són homòlegs. Si durant la gametogènesi de la descendència es produís alguna mutació en la meiosi donant lloc a una poliploïdia, s'obtindrien gàmetas amb nombre de cromosomes diploide que només es podran fecundar amb altres híbrids que hagin sofert la mateixa mutació o amb si mateixos.

Aquest tipus d'especiació es pot produir per les causes següents:
- Aïllament ecològic: dintre d'una mateixa zona geogràfica poden existir diferents hàbitats caracteritzats per diferències de temperatura, llum, humitat, etc. que dificultin l'aparellament

- Aïllament estacional: els organismes poden madurar sexualment en diferents estacions o hores del dia.

- Aïllament etològic: es basa en diferències de comportament durant el seguici i l'aparellament com a senyals d'atracció que si fallen provoquen la fugida o l'atac.

- Aïllament mecànic: la còpula és de vegades impossible entre individus de diferents espècies, ja sigui per la grandària incompatible dels seus genitals, o per variacions en l'estructura floral.

- Aïllament sexual: són mecanismes que impedeixen la còpula o la fecundació com les diferències morfològiques dels òrgans reproductors o dels gàmetas

- Aïllament genètic: es produeix en els cromosomes i, per tant, en la informació genètica. Pot ser de dos tipus:

1. Esterilitat dels híbrids: quan dues espècies distintes s'aparellen, la descendència pot ser viable, però estèril.

1. Debilitat dels híbrids: quan la descendència de dues espècies distintes no és viable i són eliminats abans d'arribar a la maduresa sexual per selecció natural.

## Especiació artificial
Artificialment s'han creat noves espècies a partir de la cria d'animals domestics, encara que les dades inicials i els mètodes d'iniciació de les noves espècies no estan clars. Per exemple, l'ovella domèstica es va crear per hibridació i jo no és possible la reproducció viable amb el mufló, l'espècie de la qual descendeix. Algun tipus de ramat domèstic, per altra banda, es pot considerar com a la mateixa espècie d'algunes varietats salvatges de guineus, iac, etc., ja que encara produeixen descendència fèrtil.
La creació d'una nova espècie en laboratori millor documentada és dels anys 80 del passat segle. William Rice i G.W. Salt van criar mosques de la fruita, Drosophila melanogaster, utilitzant un laberint amb tres opcions d'hàbitat diferents com llum/foscor, i humit/sec. Cada generació es va situar al laberint, i els grups de mosques que sortien de dos de les vuits sortides, s'apartaven per aparellar-les amb altres dels seus respectius grups. Després de 35 generacions, els dos grups i la seva descendència van ser aïllats depenent de les seves preferències d'hàbitat: només s'aparellaven dins les àrees que preferien, i no s'aparellaven amb mosques d'altres àrees.
Diane Dodd va poder mostrar especiació al·lopàtrica per reproducció aïllada en mosques de la fruita Drosophila pseudoobscura després de només vuit generacions usant diferent tipus de fruita, midó i maltosa. L'experiment de Dodd ha estat fàcil de replicar, àdhuc amb altres tipus de mosques de la fruita i altres aliments.

Experiment del 1989 de Dianne Dodd sobre Drosophila